# Colin Dann
Colin Dann (ur. 30 sierpnia 1943 w Richmond, Surrey) – angielski pisarz, który zasłynął z serii książek Zwierzęta z Zielonego Lasu. Jego twórczość została sukcesywnie przeniesiona na serial animowany o tym samym tytule.